# Vandell-Mannsschild
Der Vandell-Mannsschild (Androsace vandellii), oder Vandellis Mannsschild genannt, ist eine Pflanzenart aus der Gattung Mannsschild (Androsace) innerhalb der Familie der Primelgewächse (Primulaceae).

## Beschreibung

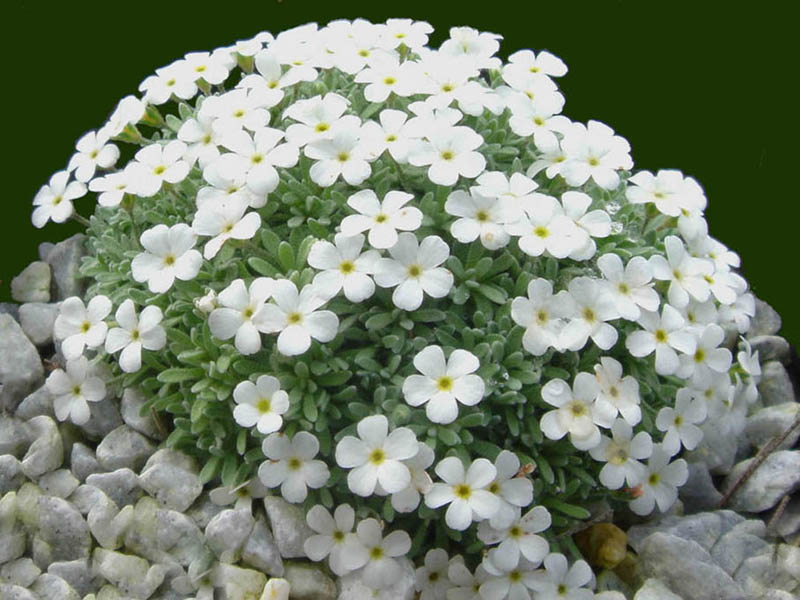
Habitus, Laubblätter und fünfzählige Blüten

### Vegetative Merkmale
Vandellis Mannsschild ist eine ausdauernde krautige Pflanze. Er bildet feste, dichte Polster. Vandellis Mannsschild ähnelt dem Schweizer Mannsschild, ist jedoch im Gegensatz zu diesem dicht weißfilzig aufgrund zahlreicher vielstrahliger, bis 0,2 Millimeter langer Sternhaare (Indument). Der Stängel ist unterhalb der endständigen, ausgebreiteten Laubblätter säulenförmig und unten dicht dachziegelig bedeckt mit steifen abgestorbenen Blättern.
Die Blattspreite ist bei einer Länge von 2 bis 6 Millimetern sowie einer Breite von etwa 1 Millimetern lanzettlich mit stumpfem oberen Ende.

### Generative Merkmale
Die Blütezeit reicht von Juni bis August. Die Blüten stehen einzeln endständig an der Spitze der Stämmchen und sind beinahe sitzend.
Die zwittrigen Blüten sind radiärsymmetrisch und fünfzählig mit doppelter Blütenhülle. Die fünf Kelchblätter sind 2 bis 3 Millimeter lang und bis etwa der Hälfte ihrer Länge verwachsen und die fünf schmalen Kelchzähne sind stumpf. Die weiße Blütenkrone weist einen Durchmesser von 4 bis 6 Millimetern auf und der Kronschlund ist gelb. Die Kronröhre ist etwas kürzer als die Kelchzipfel. Die Kronzipfel sind rundlich bis verkehrt-herzförmig.
Die Kapselfrucht ist nur wenig kürzer als der Kelch. Die schwarz-braunen Samen sind fast kreisrund, manchmal etwas gestreckt aber kaum abgeflacht, und haben am Bauch eine deutliche Kante.
Die Chromosomenzahl beträgt 2n = 40.

## Vorkommen
Vandellis Mannsschild kommt in den Pyrenäen und zerstreut in den Alpen in den Süd- und Zentralalpen nach Osten hin bis Südtirol vor. Vandellis Mannsschild wächst in den Spalten und Ritzen von Silikatfelsen in der subalpinen und alpinen Höhenstufe in Höhenlagen bis über 3000 Metern. Er steigt am Gerstenhorn im Kanton Bern bis 3150 Meter auf, kommt aber im Tessin noch in Höhenlagen bei 950 Metern vor.
Die ökologischen Zeigerwerte nach Landolt et al. 2010 sind in der Schweiz: Feuchtezahl F = 2 (mäßig trocken), Lichtzahl L = 5 (sehr hell), Reaktionszahl R = 2 (sauer), Temperaturzahl T = 1 (alpin und nival), Nährstoffzahl N = 1 (sehr nährstoffarm), Kontinentalitätszahl K = 4 (subkontinental).

## Taxonomie
Die Erstveröffentlichung erfolgte 1780 unter dem Namen (Basionym) Aretia vandellii durch Antonio Turra in Florae Italicae prodromus. Vicetiae, S. 63. Die Neukombination zu Androsace vandellii (Turra) Chiov. wurde 1919 durch Emilio Chiovenda in Nuovo Giornale Botanico Italiano, nov. ser., 26, S. 27 veröffentlicht. Weitere Synonyme für Androsace vandellii (Turra) Chiov. sind: Androsace tomentosa Clairv., Androsace multiflora (Vand.) Moretti, Androsace argentea (C.F.Gaertn.) Lapeyr., Aretia argentea C.F.Gaertn. Androsace bryoides DC.

## Belege